# Holungen
Holungen é uma vila e antigo município da Alemanha localizado no distrito de Eichsfeld, estado da Turíngia.  Pertencia ao verwaltungsgemeinschaft de Eichsfeld-Südharz. Desde 1 de dezembro de 2011, faz parte do município de Sonnenstein.

## Demografia
Evolução da população (em 31 de dezembro):
| - 1994 - 1.004 - 1995 - 1.017 - 1996 - 997 - 1997 - 1.005 | - 1998 - 1.002 - 1999 - 990 - 2000 - 998 - 2001 - 991 | - 2002 - 978 - 2003 - 969 - 2004 - 949 |

Fonte: Datenquelle - Thüringer Landesamt für Statistik